# Las Vegas Aviators
Die Las Vegas Aviators sind ein AAA Minor League Baseball Team aus Las Vegas, Nevada, welches in der Southern Division der Pacific Coast League spielt. Die Aviators gehören seit 2018 zur Organisation der Oakland Athletics und sind dessen aktuell hochklassigstes Minor League Team.

## Geschichte
Zuvor gehörten die Aviators unter verschiedenen Namen und an verschiedenen Standorten bereits zu elf anderen Baseball-Franchises.
Im Einzelnen waren dies von 1919 bis 1972 unter dem Namen Portland Beavers die St. Louis Cardinals (1961), die Kansas City Athletics (1962–1963), die Cleveland Indians (1964–1969), die Milwaukee Brewers (1970), die Minnesota Twins (1971) und dann nochmals die Cleveland Indians (1972). Zu dieser Zeit war der Club in Portland, Oregon beheimatet, zog aber 1973 nach Spokane im Bundesstaat Washington um. Unter dem neuen Namen Spokane Indians wechselte man erneut mehrmals die Major-League-Zugehörigkeit, so dass bis einschließlich 1982 die Texas Rangers (1973–1975), erneut die Milwaukee Brewers (1976–1978), die Seattle Mariners (1979–1981) und letztendlich die California Angels (1982) verantwortlich waren.
1983 zog es den Club dann nach Las Vegas, Nevada, wo er unter dem Namen Las Vegas Stars von 1983 bis ins Jahr 2000 der Organisation der San Diego Padres angehörte. Die Los Angeles Dodgers übernahmen von 2001 bis 2008 das Team und der Name Las Vegas 51s entstand. Bevor die Mets das Team 2013 übernahmen, war es Teil der Toronto Blue Jays (2009–2012). Seit Oktober 2018 ist das Team ein Triple-A-Affiliate der Oakland Athletics, und das Team benannte sich damals in Las Vegas Aviators um. Die Aviators eröffneten 2019 den neuen Las Vegas Ballpark im Vorort Summerlin.

## Minor-League-Teams der Oakland Athletics
| Level          | Team                       | Liga                    | Standort                               |
| -------------- | -------------------------- | ----------------------- | -------------------------------------- |
| AAA            | Las Vegas Aviators         | Pacific Coast League    | Summerlin, Nevada                      |
| AA             | Midland RockHounds         | Texas League            | Midland, Texas                         |
| Advanced A     | Stockton Ports             | California League       | Stockton, Kalifornien                  |
| A              | Beloit Snappers            | Midwest League          | Beloit, Wisconsin                      |
| Short Season A | Vermont Lake Monsters      | New York-Penn League    | Burlington, Vermont                    |
| Rookie         | Arizona League Athletics   | Arizona League          | Mesa, Arizona                          |
| Rookie         | Dominican Summer Athletics | Dominican Summer League | Santo Domingo, Dominikanische Republik |